# Augusto Blotto
Augusto Blotto (Torino, 12 marzo 1933 – Torino, 29 maggio 2024) è stato un poeta e imprenditore italiano.

## Biografia
Tra il 1950 e il 1951 Blotto produsse circa 4000 pagine e 18 volumi, dieci dei quali furono poi pubblicati - con inserzioni e riscritture - a partire dal 1958 per i tipi di Schwarz, ma soprattutto per Rebellato. Di questo periodo furono anche i romanzi e i racconti, rimasti inediti dopo essere stati rinnegati dall'autore.
Nell'estate del 1950 si unì a una piccola delegazione italiana che partì per raggiungere la Lega dei Comunisti di Jugoslavia. Da questa esperienza, frutto di una giovanile passione politica trotzkista/titoista, Blotto acquisì i materiali per il libro 1950, CIVILE (La stanchezza iniziale – I), primo volume dell'opera riconosciuta dall'autore.
Allievo del francesista Luigi Foscolo Benedetto all'Università di Torino, abbandonò una possibile carriera accademica per un impiego in una piccola fabbrica di bilance, abbracciando una condizione di solitudine e anonimato per dedicarsi esclusivamente alla propria opera.
Il secondo periodo dell'autore fu compreso tra il 1952 e il 1956, con i tre volumi Nell'insieme, nel pacco d'aria, risultanti in 4500 pagine complessive. La folta attività di questo periodo si trasformò nell'operosa produzione della maturità, nel decennio compreso tra il 1957 e il 1967. Questo terzo periodo segnò anche una più accentuata presenza editoriale: uno o più volumi di cospicua mole, stampati ogni anno dal 1958 al 1968.
Gli anni settanta e ottanta rappresentarono un quarto periodo più aspro e controverso, caratterizzato da componimenti più rari e brevi. Contemporaneamente si registrò una assoluta autocancellazione editoriale, insieme a un maggior coinvolgimento nella vita attiva e l'inizio di un'autonoma attività imprenditoriale che proseguì in seguito fino all'età di 74 anni (trattazione di impianti per l'industria petrolifera, del gas, del cemento).
Dalla fine degli anni ottanta si approdò ad un quinto periodo di ritrovata fecondità creativa e anche ad una parziale ripresa della visibilità. Alla fine del 2002 iniziò a scrivere Ragioni, a piene mani, per l'«enfin!», opera pubblicata nel 2021. Dal suo corpus furono poi prelevati negli anni testi per volumi antologici, plaquettes, blog.

## Opere

### Volumi pubblicati
- Magnanimità (1951), Schwarz, Milano, 1958.
- Il 1950, civile (La stanchezza iniziale – I), Rebellato, Padova, 1959.
- Dolcezza, bonomia (La stanchezza iniziale – II), Rebellato, Padova, 1959.
- Una via di furbizia (poesie del dicembre), Rebellato, Padova, 1959.
- Trepide di prestigio, Rebellato, Padova, 1959.
- I fogliami – la frivolezza legnosa e culturale, Rebellato, Padova, 1959.
- Autorevole e tanto disperso, Rebellato, Padova, 1960.
- Castelletti, regali, vedute, Rebellato, Padova, 1960.
- I boli (i baldi), Rebellato, Padova, 1960.
- Svenevole a intelligenza (1959), Rebellato, Padova, 1961.
- La forza grossa e varia (Dal baffo del modesto, del sorriso, l'accettato, e l'intero), Rebellato, Padova, 1962.
- Le proprie possibilità (1958), Rebellato, Padova, 1962.
- Tranquillità e presto atroce (1960-61), Rebellato, Padova, 1963.
- La popolazione (1960), Rebellato, Padova, 1964.
- Sempre lineari, sempre avventure (1961), Rebellato, Padova, 1965.
- Gentile dovere di congedare vaghi (1962), Rebellato, Padova, 1966.
- Davanti a una cosa (1963), Rebellato, Padova, 1967.
- Il clamoroso non incominciar neppure (1963-64), Rebellato, Padova, 1968.
- Con sorpresa, con stare (1982-84), prefazione di R. Rossi Precerutti, L'Angolo Manzoni, Torino, 1997.
- La vivente uniformità dell'animale, saggio introduttivo di S. Agosti, Manni, Lecce, 2003.
- Belle missioni, da una terra fisa (L'invio, adeguato, fiducioso), una lettura di M. Larocchi, disegno di A. Hollan, Anterem, Verona, 2005.
- a piene mani - 5 poesie inedite, presentazione di Stefano La Notte, [dia•foria, Viareggio, 2011
- Poesie Ticinesi, Alla chiara fonte, Viganello Lugano, 2012.
- I mattini partivi – Poesie per un angolo di pianura 1951-2012, Nino Aragno, Torino, 2013.
- In Francia e Autunno, Coup d’Idée Edizioni d’Arte, Torino, 2015.
- Veramente, quando - 1967 , ADV, Lugano, 2016.
- Ragioni, a piene mani, per l’«enfin!», [dia•foria/dreamBOOK edizioni, Viareggio/Pisa, 2021

### Antologie
- Po&sie, n.109, 2004, 30 ans de poésie italienne - IV Augusto Blotto
- Augusto Blotto - A piedi, in Torino città narrata, a cura di Giovanna Ioli, Viennepierre, Milano, 2005.
- LA NOUVELLE REVUE FRANÇAISE, n°583, Octobre 2007. "Poésies italiennes I" – Dossier préparé et présenté et traduit par Philippe Di Meo.
- Augusto Blotto, in Poeti per Torino, a cura di Roberto Rossi Precerutti, Viennepierre, Milano, 2008.